# Brian Ledbetter
Brian Richard Ledbetter (* 18. November 1963 in San Diego) ist ein US-amerikanischer Segler.

## Erfolge
Brian Ledbetter nahm an den Olympischen Spielen 1988 in Seoul und 1992 in Barcelona in der Bootsklasse Finn-Dinghy teil. 1988 belegte er mit 91 Punkten den zehnten Rang. Wesentlich erfolgreicher verlief dafür die olympische Regatta 1992, die er mit 54 Punkten hinter José van der Ploeg und vor Craig Monk auf dem zweiten Platz abschloss und damit die Silbermedaille gewann. Bei Weltmeisterschaften wurde er 1986 in Palma und 1991 Kingston im Finn-Dinghy Vizeweltmeister, zudem gewann er 1987 in Kiel die Bronzemedaille. 2016 sicherte er sich in Miami in der Bootsklasse Star ebenfalls Bronze. 2003 startete Ledbetter für das Team OneWorld im Louis Vuitton Cup und verpasste mit diesem nach einer Niederlage gegen BMW Oracle Racing knapp den Start im 31. America’s Cup.
1985 schloss Ledbetter sein Studium an der United States Naval Academy ab.